# Cumbre doble
Una cumbre doble, pico doble, doble cumbre o doble pico se refiere a una montaña o colina que tiene dos cumbres, separadas por un collado.

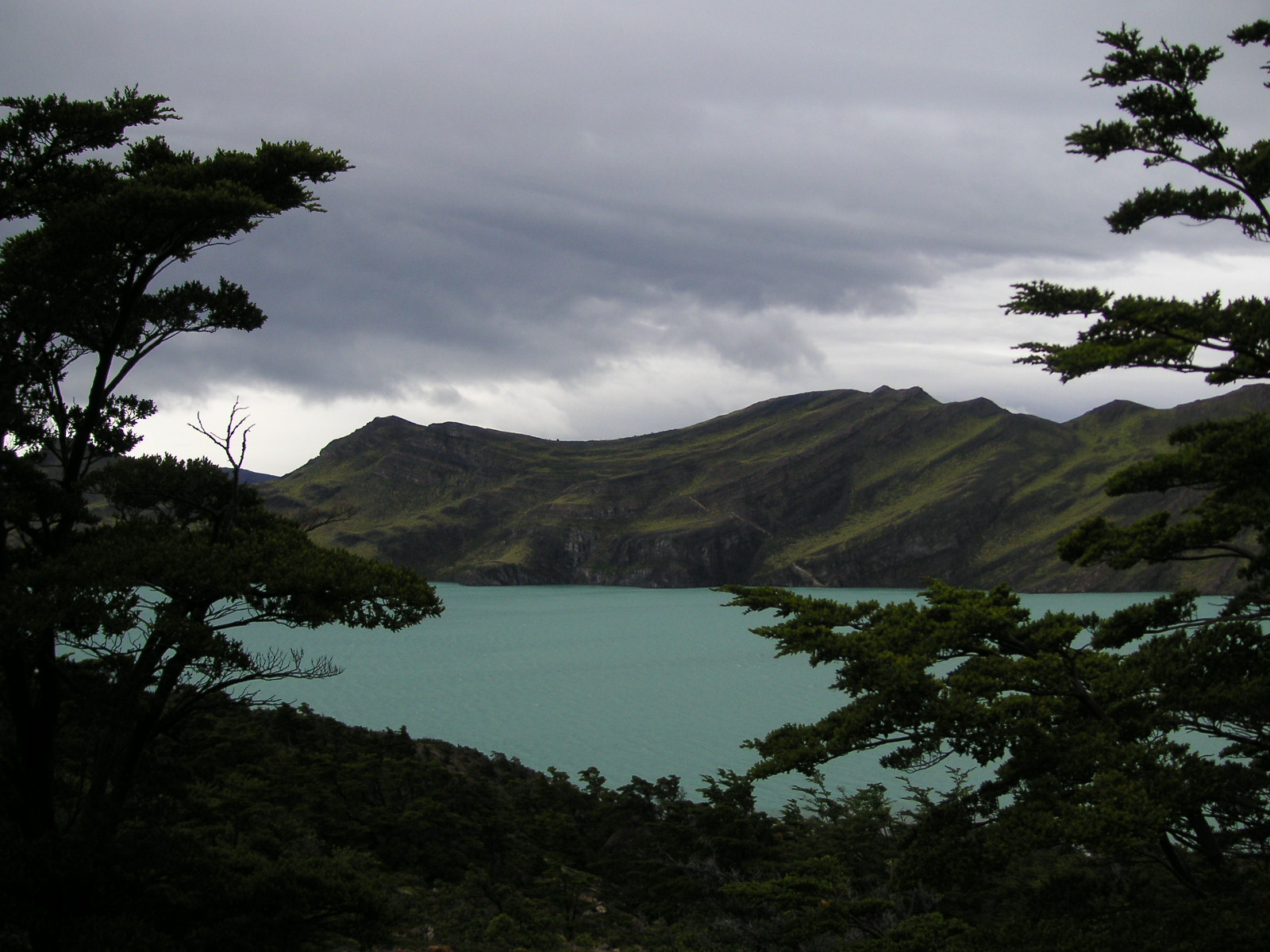
Un sinclinal forma esta doble cumbre en la Patagonia

Una doble cima bien conocida es la montaña más alta de Austria, el Großglockner, donde la cumbre principal del Großglockner está separada de la del Kleinglockner por el collado de Glocknerscharte en la zona de una falla geológica. Otras cumbres dobles han sido el resultado del plegamiento geológico. Por ejemplo, en el monte Withrow en la Columbia Británica, areniscas resistentes forman los extremos de la doble cumbre, mientras que la roca más blanda del núcleo del pliegue fue erosionada.
Los picos triples ocurren más raramente - un ejemplo es el Rosengartenspitze en las Dolomitas. El Illimani en Bolivia es un ejemplo de una cumbre cuádruple.

## Conocidas cimas dobles (selección)
Las cimas dobles bien conocidas son (aproximadamente de este a oeste):

### Europa

#### Alpes de piedra caliza
- Schneeberg (Baja Austria)

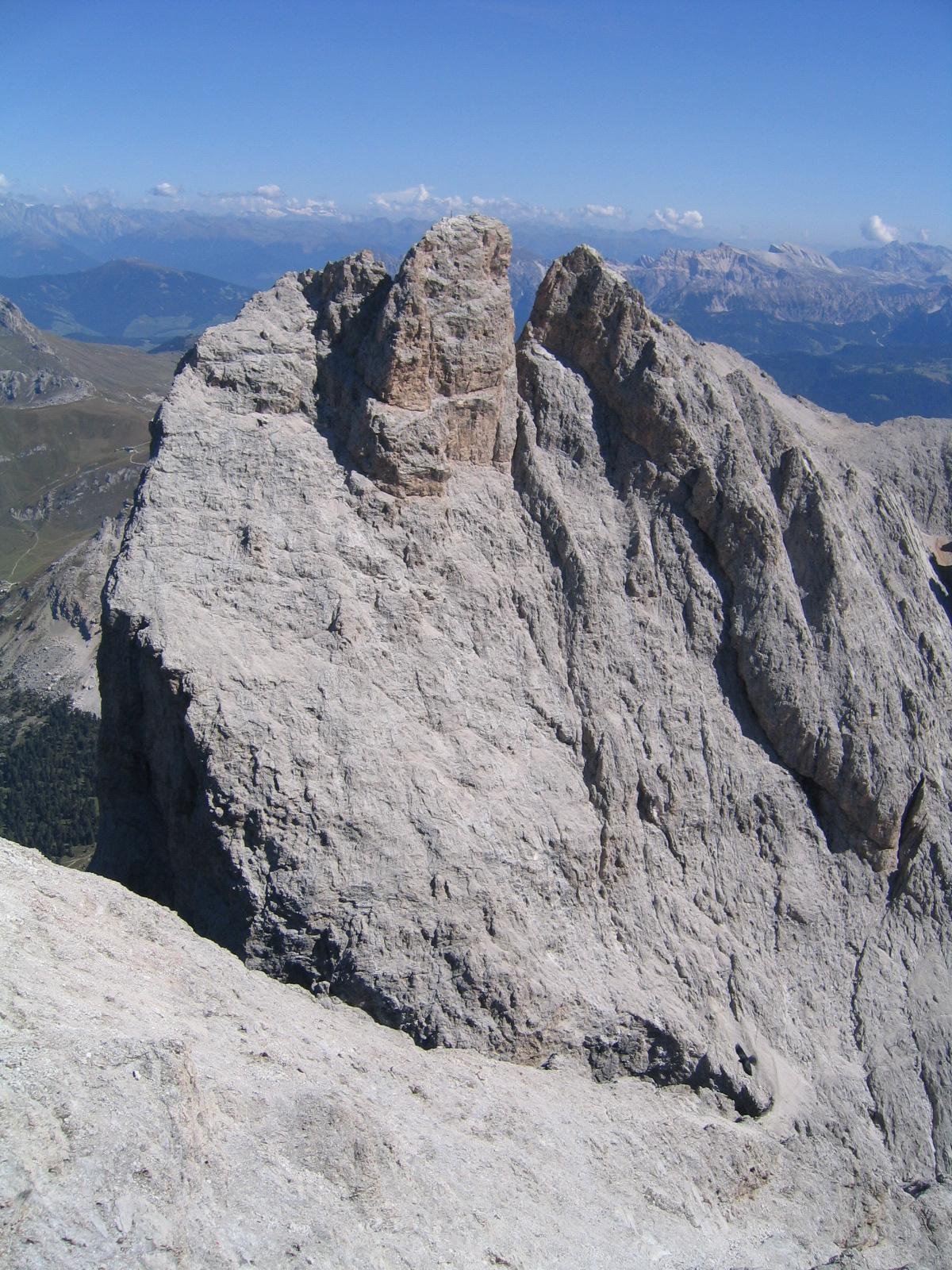
La Furchetta en los Dolomitas

- Kaiserstein en el macizo de Wetterin, Estiria
- Lugauer en Gesäuse, Estiria
- Krippenstein (al norte del Grupo Dachstein )
- Bischofsmütze en la región de Dachstein ( Gosaukamm )
- Brietkogel y Eiskogel en las montañas Tennen, estado de Salzburgo
- Karlspitzen en las montañas Kaiser
- Roßstein y Buchstein, Alta Baviera
- Klammspitze en los Alpes de Ammergau
- Guffert en el Rofan, Tirol
- Grauspitz, Liechtenstein
- Furchetta en el Grupo Geisler (? )
- Altmann en el Alpstein, Suiza Oriental

#### Alpes centrales
- Großglockner
- Seekarspitze (Schladming Tauern)
- Gleichenberge (Estiria)

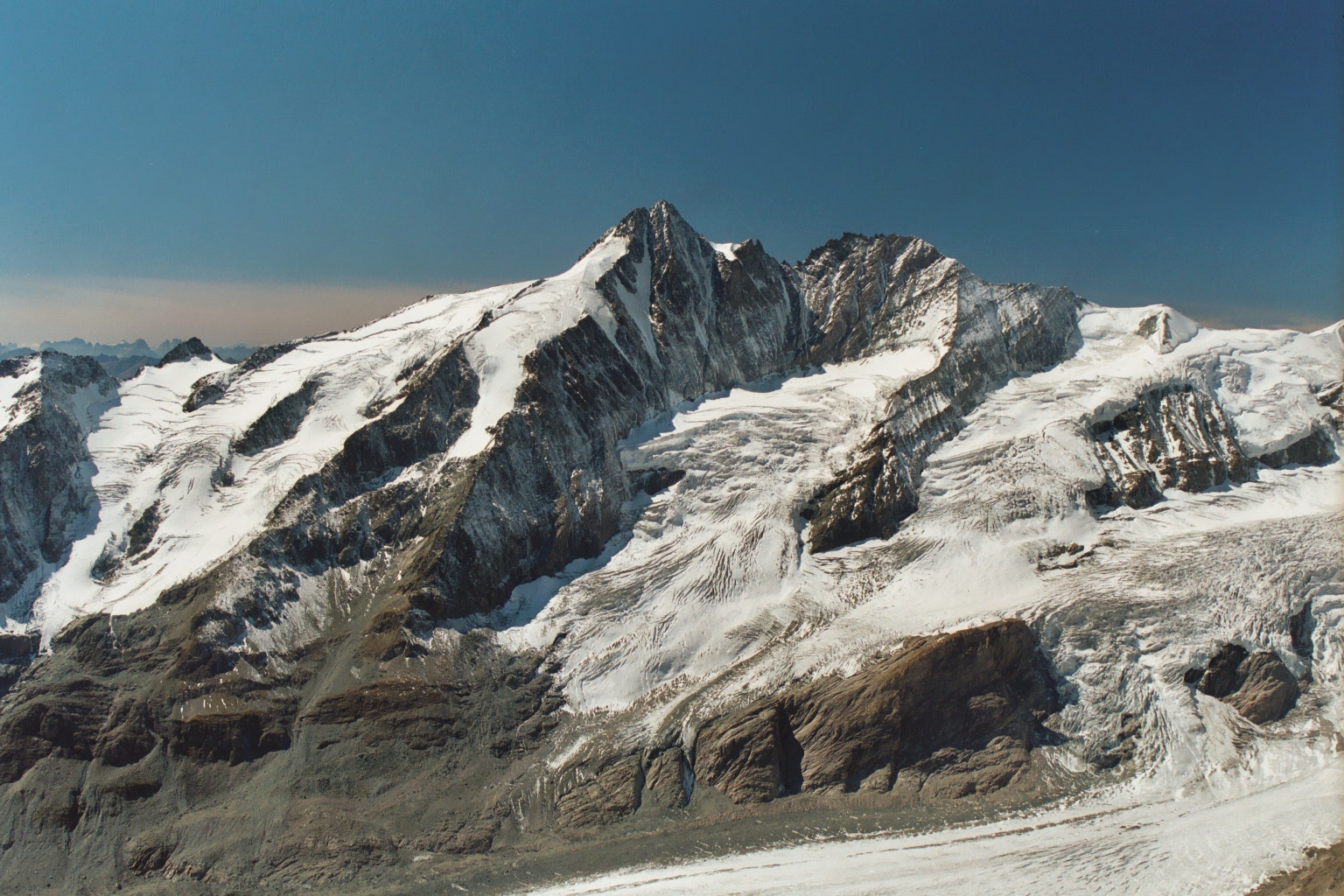
El Großglockner con las cumbres gemelas del Kleinglockner (l) y Großglockner (r)

- Lasörling en Großvenediger, High Tauern
- Unterberghorn en el este del Tirol del Norte
- Wilde Kreuzspitze en los Alpes de Zillertal
- Rofelewand en los Alpes de Ötztal
- Watzespitze en Kaunergrat, Alpes de Ötztal
- Wildspitze en Weißkamm, Alpes de Ötztal
- Schwarzhorn y Weißhorn en Tirol del Sur
- Ortstock, Alpes de Glaris
- Aiguille du Dru en el macizo del Mont Blanc
- Aiguille Verte en la región del Mont Blanc

#### Otras cadenas montañosas de Europa

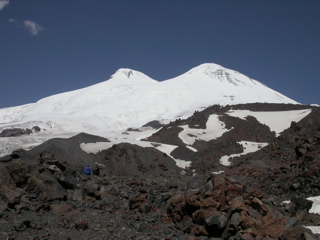
El Elbrus de dos picos en el Cáucaso

- Smolikas (Bogdani y Kapetan Tsekouras) en Grecia
- Bubenik en Alta Lusacia
- Strohmberg en Alta Lusacia
- Špičák (Sattelberg) en las montes Metálicos
- Burgstadtl en las montañas Duppau
- Schanzberge cerca de Tischberg, Bohemia del Sur
- Schwarze Mauer y Kamenec en la frontera entre Alta Austria y Bohemia
- Großer Auerberg en el Harz ((¡los picos gemelos tienen la misma altura con un margen de 10 cm!)
- Ehrenbürg, en Zeugenberg en la Suiza Francona
- Hohenstoffeln (volcán en el Hegau )
- Berguedà en los Pirineos
- Pen y Fan en Brecon Beacons

### Asia

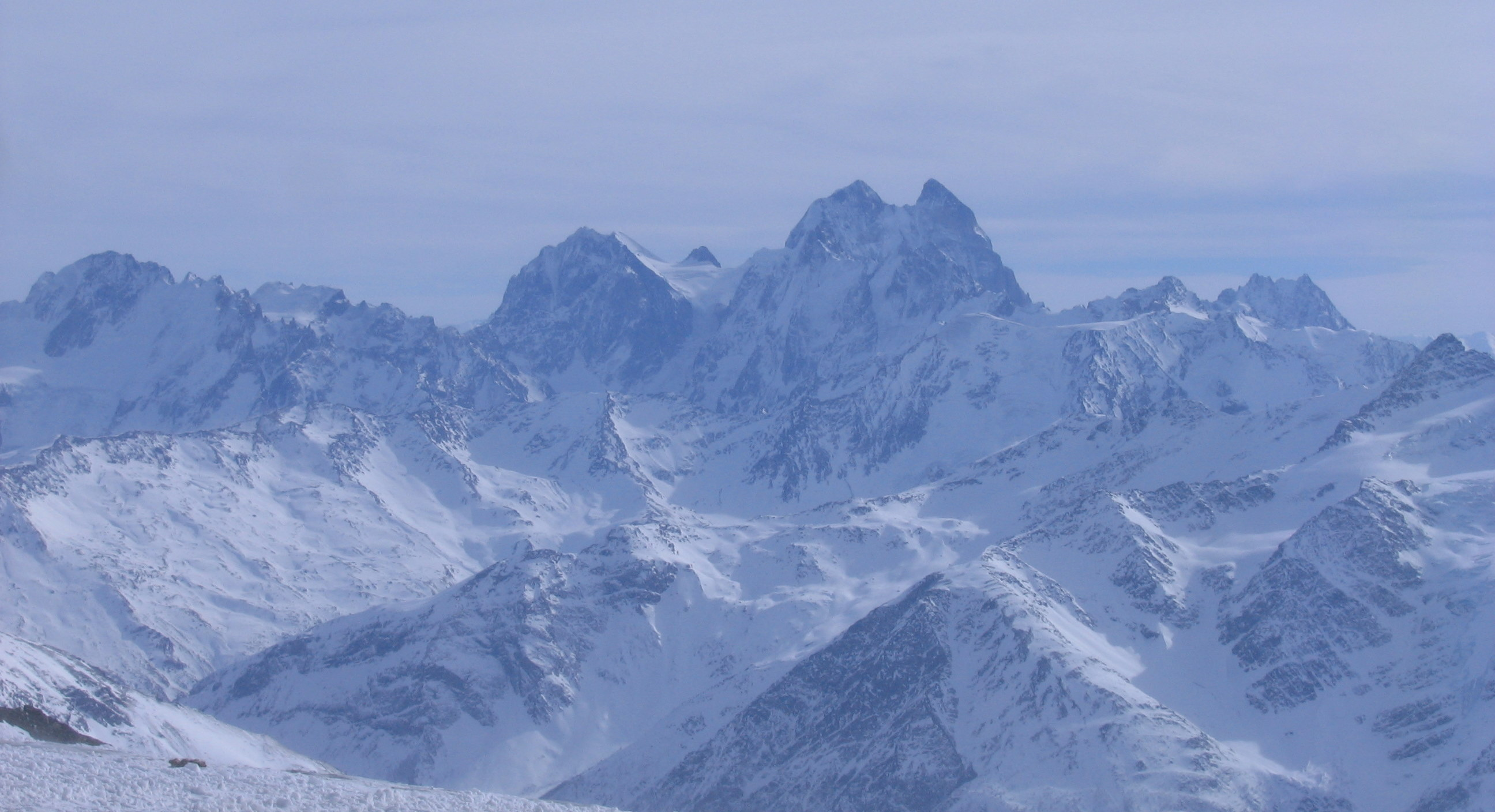
Ushba en el Cáucaso

- Hasan Dağı en la región de Capadocia, Turquía
- Ushba en Georgia
- Elbrus (volcán de dos picos) en el Cáucaso
- Raja Gyepang en Central Lahaul, India
- Machapucharé en el macizo de Annapurna en el Himalaya, Nepal
- Chogolisa en el Karakorum, Pakistán
- Broad Peak con cumbre anterior y principal en el Karakorum, China / Pakistán
- Gasherbrum IV, vecino del sur del Broad Peak en el Karakorum, Pakistán

### Otras regiones montañosas
- Mont Ross en las islas Kerguelen

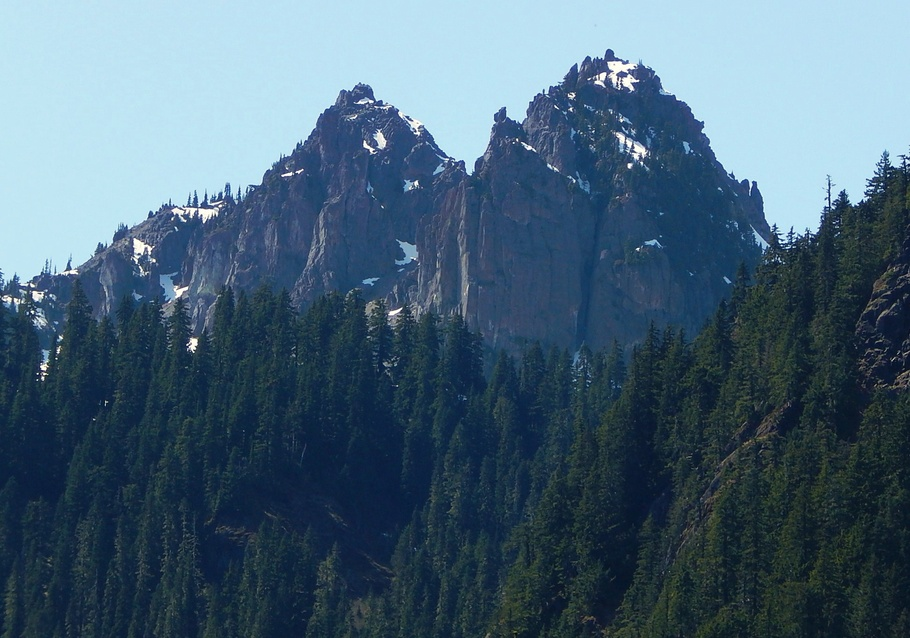
Double Peak en Washington (EE. UU.)

- Pico Duarte en Haití (República Dominicana)
- Chaupi Orco en los Andes
- Ancohuma en los Andes
- The Brothers en las montañas Olímpicas (Estados Unidos / Washington)
- Double Peak en las montañas Cascade (Estados Unidos / Washington)
- Picos Kaufmann en el parque nacional Banff, Canadá